# Deveron (Schiff)
HMS Deveron (K265) war eine Fregatte der Royal Navy. Das 1943 in Dienst gestellte Schiff gehörte zur River-Klasse. Im Dezember 1945 wurde es als Dhanush an die Royal Indian Navy abgegeben. Bei der Teilung Britisch-Indiens 1947 ging das Schiff dann an Pakistan, wo es in Zulfiqar (dt. Schwert) umbenannt wurde. Die taktische Kennung blieb dabei gleich. Die Fregatte gehörte zu den ersten Schiffen der anfangs noch königlichen Pakistan Navy. Ab 1963 diente die Zulfiqar nur noch als Vermessungsschiff und wurde teilweise abgerüstet.
Während des Indisch-Pakistanischen Krieges von 1971 wurde das Vermessungsschiff am frühen Morgen des 6. Dezember 1971 irrtümlich als indisches Flugkörperschnellboot identifiziert, von der pakistanischen Luftwaffe angegriffen und Deck und Aufbauten von etwa 900 Geschossen der Schweren Maschinengewehre der angreifenden Sabre-Düsenjäger getroffen. Von der Besatzung des Vermessungsschiffs starben etliche und ein großer Teil der Besatzung wurde verwundet.

## Geschichte des Schiffes
Die Konstruktionswerft des neuen Typs, Smiths Dock Company, begann am 16. April 1942 den Bau der Deveron, ihres schon 10. Auftrags für den Bau einer Fregatte der neuen River-Klasse. Der Neubau lief am 12. Oktober 1942 in South Bank-on-Tees/Middlesbrough vom Stapel und kam dann am 2. März 1943 als 19. Fregatte der Klasse in den Dienst der Royal Navy.

### Einsatzgeschichte
Der erste Einsatz der neuen Fregatte der Royal Navy erfolgte vom 13. bis 15. April 1943 am Konvoi SC 125, der am 31. März Halifax verlassen hatte und seit dem 4. April von der „Escort Group B6“, der künftigen Einsatzgruppe der neuen Fregatte, gesichert wurde. Der Konvoi bestand aus 30 Frachtern und vier Tankern, von denen die amerikanische Gulfhawk mit 10.217 BRT das größte Schiff des Konvois war, sowie einem Rettungsschiff. Die EG B6 verfügte über den Zerstörer Fame und die zu einem Langstrecken-Geleitboot umgebaute Viscount, die beiden britischen Korvetten der Flower-Klasse Kingcup und Vervain und deren Schwesterschiffe Eglantine, Potentilla und Rose mit norwegischen Besatzungen sowie einem kleinen Versorgungstanker im Konvoi. Die Gruppe hatte seit 1942 mehrfach Angriffe von U-Boots-Rudeln abwehren müssen und dabei aus verschiedenen Geleitzügen über 20 Schiffe und die norwegische Korvette Montbretia verloren, aber auch schon fünf U-Boote versenkt.
Der erste umfassende Einsatz der neuen Fregatte erfolgte dann vom 30. April bis zum 14. Mai am Konvoi ONS 6 nach Kanada. Es folgten SC 131 vom 22. bis 30. Mai zurück ins Vereinigte Königreich, ON 189 vom 17. bis 24. Juni wieder nach Westen und HX 246 vom 6. bis 13. Juli nach Osten zurück, dann ON 194 vom 25. Juli bis 2. August nach Kanada und HX 251 vom 13. bis 22. August wieder zurück.
Ab dem 2. September 1943 sicherte die EG B6 mit Fame, Vanquisher (umgebaut zum long range escort), der Deveron sowie den Korvetten Kingcup, Potentilla und Rose den Geleitzug ONS 17 nach Kanada. Gleichzeitig lief auch der bislang als Flugzeugtransporter genutzte amerikanische Geleitträger Block Island mit drei Zerstörern der Wickes-Klasse der United States Navy als eine Art Hunter-Killer-Group zurück in die Staaten und sollte auf dem Marsch deutsche U-Boot-Aufstellungen frühzeitig erkennen und bekämpfen. Kein U-Boot griff ONS 17 an und auch das Rückgeleit HX 257 wurde erfolgreich vom 22. bis 29. September etwas umgeleitet und gesichert, da die Deutschen sich auf den Kampf um ON 202/ONS 18 konzentrierten.

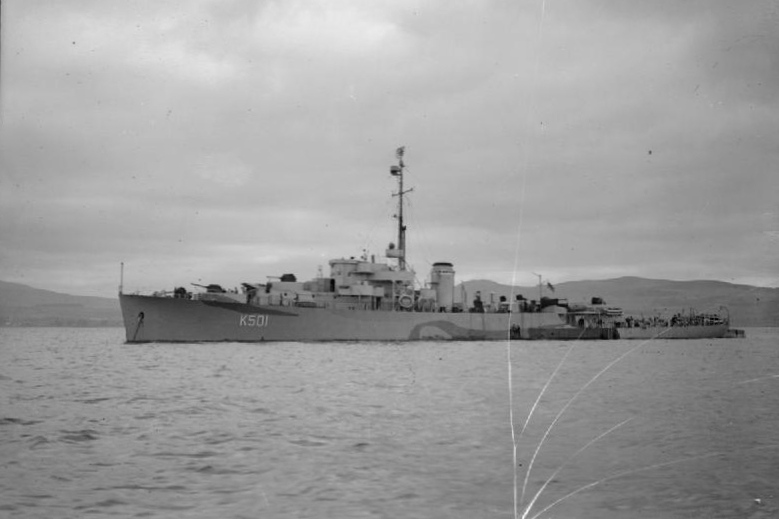
Die Fregatte Antigua der Colony-Klasse

Am Abend des 15. Oktober meldete U 844 aus dem noch in Aufstellung befindlichen U-Boot-Rudel „Schlieffen“ einen nach Westen laufenden Konvoi. Es handelte sich um den Konvoi ON 206, der mit 65 Schiffen, gesichert durch die Escort Group B6 (die Zerstörer Fame, Vanquisher, die Deveron sowie die norwegischen Korvetten Rose und Potentilla), am 11. Oktober Liverpool Richtung Kanada/USA verlassen hatte. Die Sicherung des Konvois war durch die „Support Group B7“ mit zwei Zerstörern und drei Korvetten verstärkt worden. Deren Führungszerstörer Duncan konnte mit Vanquisher das U-Boot abdrängen. Als am Morgen des 16. dann U 964 einen Konvoi meldete, konzentrierten die Deutschen ihren Angriff auf diesen Konvoi, den langsameren Konvoi ONS 20 mit 52 Schiffen, gesicherte durch die „4th Support Group“ mit erstmalig durch die Royal Navy eingesetzten Fregatten der Captain-Klasse. Zu diesem Konvoi verlegte die Support Group B7, während ON 206 mit der EG B6 ungestört nach Kanada weiterlief.
Die Deutschen versuchten die dicht hintereinander laufenden Konvois aus und nach Kanada mit ständig umgebildeten U-Boot-Rudeln von bis zu 25 Booten anzugreifen, konnten sich aber gegen die Escort Groups der Konvois, die speziellen U-Jagd-Gruppen wie Captain Frederic John Walkers 2nd Support Group oder die Escort Group B7 sowie die Langstreckenflugzeuge nicht durchsetzen. Auch der Escort Group B6 gelang es mit den Zerstörern Fame und Vanquisher, der Deveron und den norwegischen Korvetten Eglantine, Potentilla und Rose und der Unterstützung durch 8th Support Group den Konvoi SC 145 mit 26 Handelsschiffen auf dem Weg nach Großbritannien ohne Verluste an den aufgestellten U-Booten vorbei zu bringen. Der Versuch der Deutschen, durch ortbare Funksprüche eines abgesetzt vom Rudel stehenden Bootes, die Briten zu einer Kurskorrektur in die deutsche Aufstellung zu veranlassen, scheiterte.
Nach Austausch von Mannschaftsteilen und einigem Training der neu formierten Besatzung begann der nächste Einsatz der Deveron mit der EG B6 am 1. Januar 1944 mit der Sicherung des Konvois ON 218 nach Kanada und in die USA; die Fregatte verließ am 11. den Konvoi, um den Liberty-Frachter Theodore Parker nach schweren Wetter- und Kollisionsschäden zu den Azoren zu begleiten. Der Konvoi verlor noch ein weiteres Liberty-Schiff, dessen Besatzung noch von einer der sichernden Korvetten übernommen wurde. Vom 22. bis 30. gehörte die Fregatte in ihrer Gruppe zur Sicherung des Geleites SC 151 mit 29 Handelsschiffen zurück nach Großbritannien. Die deutsche Luftaufklärung konnte den erwarteten Konvoi nicht erfassen; den alliierten Fernaufklärern gelang allerdings die Versenkung anmarschierender U-Boote. Vom 13. bis 25. Februar gehörte die Fregatte in der EG B6 mit drei Zerstörern und fünf Korvetten zur Sicherung des 46 Frachter umfassenden Geleitzugs ONS 029 von Liverpool nach Halifax. Der schon am 14. von deutschen Fernaufklären entdeckte Geleitzug konnte von diesen erst nicht wiedergefunden werden. Erst am 17. erneut entdeckt, wurde das U-Boot-Rudel Hai mit 19 Booten gegen den Konvoi zusammengezogen. Die Briten versuchten mit ONS 029 und ON 224 auszuweichen, verstärkten ihre Sicherungseinheiten mit Supportgroups und passierten schließlich die U-Boote ohne ein Handelsschiff zu verlieren. Die Fregatte Spey und die Sloops Woodpecker und Starling konnten die U-Boote U 264, U 386 und U 406 versenken; die Woodpecker wurde aber von U 256 torpediert und sank am 27. Februar im Schlepp nahe der Scilly-Inseln.
Die Sicherung des Konvois HX 281 mit 62 Handelsschiffe vom 5. bis 14. März 1944 zurück ins Vereinigte Königreich war dann der letzte Einsatz der Deveron zur Konvoisicherung über den Atlantik. Zur Gruppe gehörten noch der Zerstörer Fame als Führungsschiff, die neue Fregatte Antigua der Colony-Klasse und die Flower-Korvetten Kingcup, Vervain sowie Eglantine, Rose und Acanthus unter norwegischer Flagge. Erneut marschierte auch dieser Konvoi ohne Gefechtsberührung durch die deutsche U-Boot-Aufstellung.

#### Einsatz im Kanal
Im April 1944 begann die Konzentration der Royal Navy auf die geplante Invasion in der Normandie. Dazu wurden die bestehenden Escort Groups reorganisiert und die britischen Einheiten von der Sicherung der Nordatlantik-Konvois weitgehend befreit. Ende Mai gehörte die Deveron zur Sicherung zweier Munitionstransporte von Wales nach Portsmouth. Anfang Juni sichert die Fregatte zusammen mit der Hargood der Captain-Klasse und den Korvetten Acantus, Eglantine und Rose unter norwegischer Flagge sowie Gentian und Heather einen großen Truppenkonvoi vom Clyde zum Invasionsgebiet. Dann folgten U-Jagd-Aufgaben im Invasionsraum und an den Zugängen vom Atlantik.

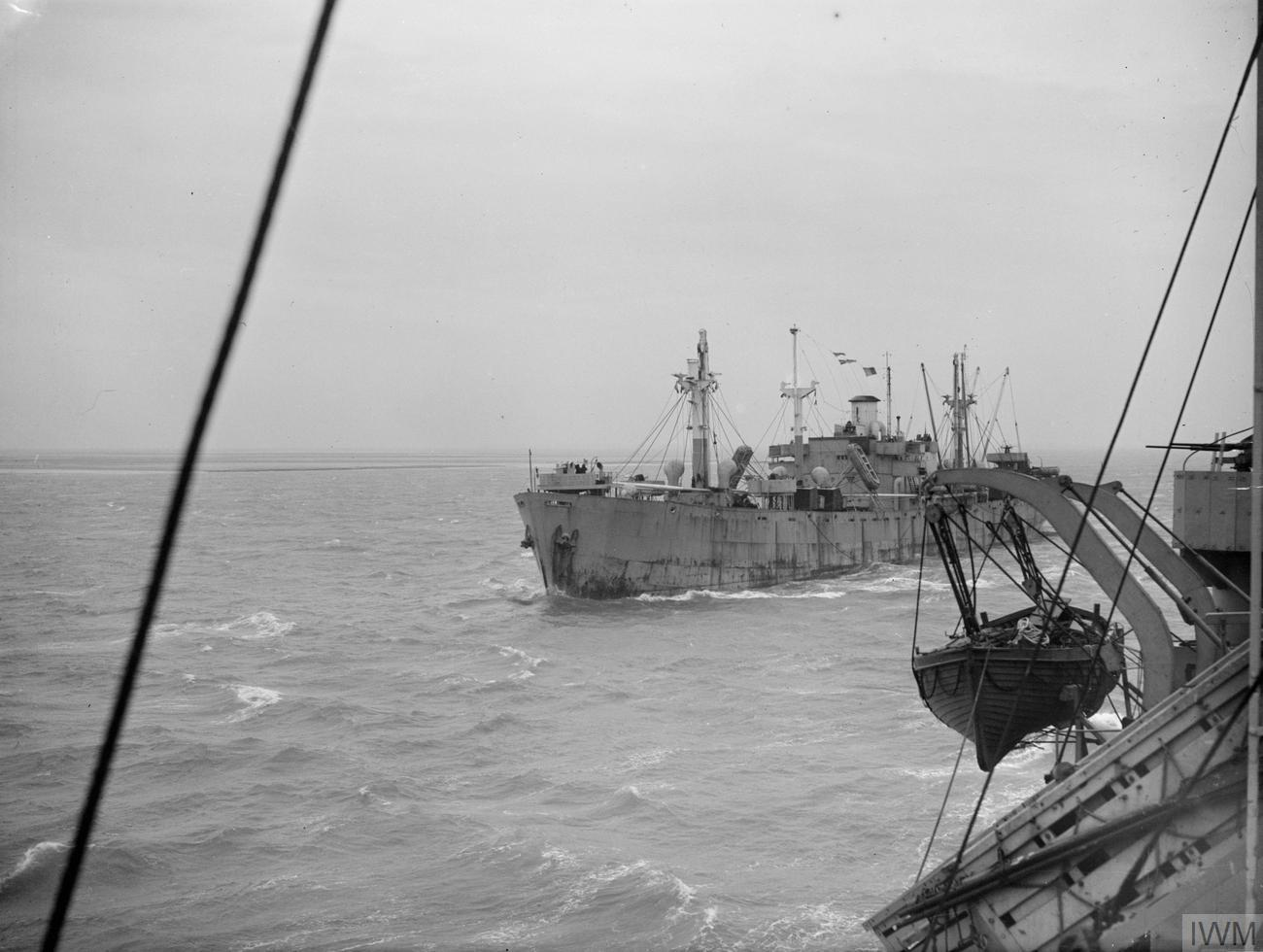
Ein Liberty-Frachter

Am Monatsende folgte die Sicherung des Konvois ECM 17 (16 US-amerikanische Liberty-Schiffe und ein kleinerer liberianischer Frachter) von Falmouth zum Landungsraum in der Normandie. Der Konvoi wurde von U 984 am 29. Juni etwa 15.28 Uhr mit zwei LU-Torpedos angegriffen, die die Liberty-Schiffe Edward M. House und  H. G. Blasdel trafen. Der Versuch, sechs Minuten epäter eines der anscheinend nicht sinkenden Schiffe mit einem weiteren Torpedo zu treffen, traf mit John A. Treutlen ein weiteres Schiff. Bevor das U-Boot seinen Angriff abbrach, schoss es gegen 15.43 Uhr noch einen vierten Zaunkönig ab, der mit der James A. Farrell noch ein viertes Liberty-Schiff traf. Das U-Boot brach den Angriff ab, da es keine weiteren Torpedos einsetzen konnte. Die Edward M. House war am Heck getroffen worden, stoppte und konnte nach Überprüfung der Schäden die Fahrt fortsetzen. Der Innenraum der H. G. Blasdel war durch die Torpdoexplosion schwer beschädigt, dazu hatte sich Benzin der geladenen Kraftfahrzeuge entzündet und die Maschine befand sich weitgehend unter Wasser; um nicht in ein Minenfeld zu treiben, ging das Schiff vor Anker. Zur Hilfe eilende britische Einheiten übernahmen erst die Verletzten, dann die Heeressoldaten (von den 436 Heeressoldaten an Bord starben 76 und 180 waren verwundet) und schließlich auch nicht benötigte Mannschaftsteile. Schon im Schlepp nach Southampton drohte das Schiff zu zerbrechen. Daher wurde es nahe dem Zielhafen auf Grund gesetzt, aber die H. G. Blasdel zerbrach schon bald in zwei Teile und wurde zum Totalverlust erklärt. Die als drittes Schiff getroffene John A. Treutlen befand sich auf ihrer ersten Reise nach Europa mit Pioniermaterial. Sie wurde auch im Heckbereich getroffen und durch die zusätzliche Explosion einer Munitionskammer schwer beschädigt. Der überwiegende Teil der Besatzung verließ in drei Booten das Schiff. Zu Hilfe eilende alliierte Fahrzeuge übernahmen die Verletzten und die Besatzung. Auch das Wrack der John A. Treutlen wurde zurückgeschleppt und auf Grund gesetzt. Große Teile der Ladung konnten geborgen werden. Von der Besatzung starb ein Mann noch auf der Rückfahrt, das Wrack wurde als Totalverlust abgeschrieben. Die zuletzt getroffene James A. Farrell wurde getroffen, als sie versuchte, der vor ihr getroffenen John A. Treutlen auszuweichen. Durch den Torpedotreffer und die Feuer an Bord starben vier Soldaten, weitere 45 Soldaten wurden schwer verletzt. Ein britisches Landungsboot übernahm die Überlebenden 490 Mann von James A. Farrell. Mit einer Bergungsmannschaft wurde das schwerbeschädigte Schiff zurückgeschleppt und schließlich bei Netley Beach auf Grund gesetzt und bis zum  8. Juli weitgehend entladen. Auch dieses Schiff wurde zum Totalverlust erklärt.
Bis Ende Juli sicherte die Fregatte mit weiteren Einheiten noch vier weitere Konvois (46 Schiffe) ohne besondere Vorkommnisse über den Kanal.

#### Einsatz in Südostasien
Am 27. Juli 1944 wurde der bisherige Kommandant Robert Edward Heap Partington (RNR, Lt.Cdr.) abgelöst, übernahm aber schon am 15. August die neue Fregatte Loch Lomond. Neuer Kommandant der Deveron wurde Lt.Cdr. Wynyard Paul Bush, RNVR, bisheriger Kommandant des Town-Zerstörers Reading.

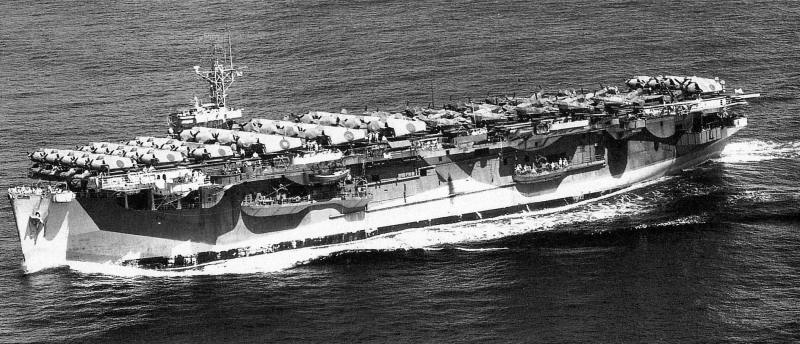
Die Shah als Flugzeug-Transporter

Die Fregatte Deveron sollte künftig im Indischen Ozean zum Einsatz kommen. Die Verlegung erfolgte in Etappen durch das Mittelmeer und das Rote Meer nach Indien und wurde auf dem Weg aktiv mit verschiedenen Sicherungsaufgaben betraut. Zuletzt sicherte die Fregatte den Geleitträger Shah, der Flugzeuge zum Kriegsschauplatz nach Südostasien transportierte. Als im April 1945 der Vormarsch alliierter Truppen durch Burma Richtung Malaiische Halbinsel begann, gehörte die Fregatte zu den unterstützenden Einheiten des amphibischen Vormarsches.

## Abgabe an Britisch-Indien und Pakistan
Die im Weltkrieg zuletzt in Südostasien eingesetzte Deveron wurde Ende 1945 mit den Schwesterschiffen Bann und Nadder an die Royal Indian Navy abgegeben, wo das Schiff in Dhanush (Bogen) umbenannt wurde. Bei der Teilung Britisch Indiens 1947 kam die Fregatte mit ihrem Schwesterschiff Shamsher ex-Nadder (K392) zur Royal Pakistan Navy, bei der das Schiff in Zulfiqar umbenannt wurde.
Im Juni 1953 nahm die Zulfiqar an der Coronation Review für Königin Elisabeth II. in Spithead teil, wo sie zwischen dem indischen Schwesterschiff Tir ex Bann und der pakistanischen Fregatte Jhelum ex Sloop Narbada Aufstellung nahm. Die Zulfiqar wurde aber meist als Vermessungsschiff eingesetzt und schließlich 1963 auch offiziell so eingestuft. Das als Kadettenschulschiff eingesetzte Schwesterschiff Shamsher (F392) ex Nadder war schon 1960 ausgesondert worden. Die Zulfiqar wurde weitgehend entwaffnet und die Kennung F265 wurde 1963 in 262 verändert.

### Das Ende derZulfiqar

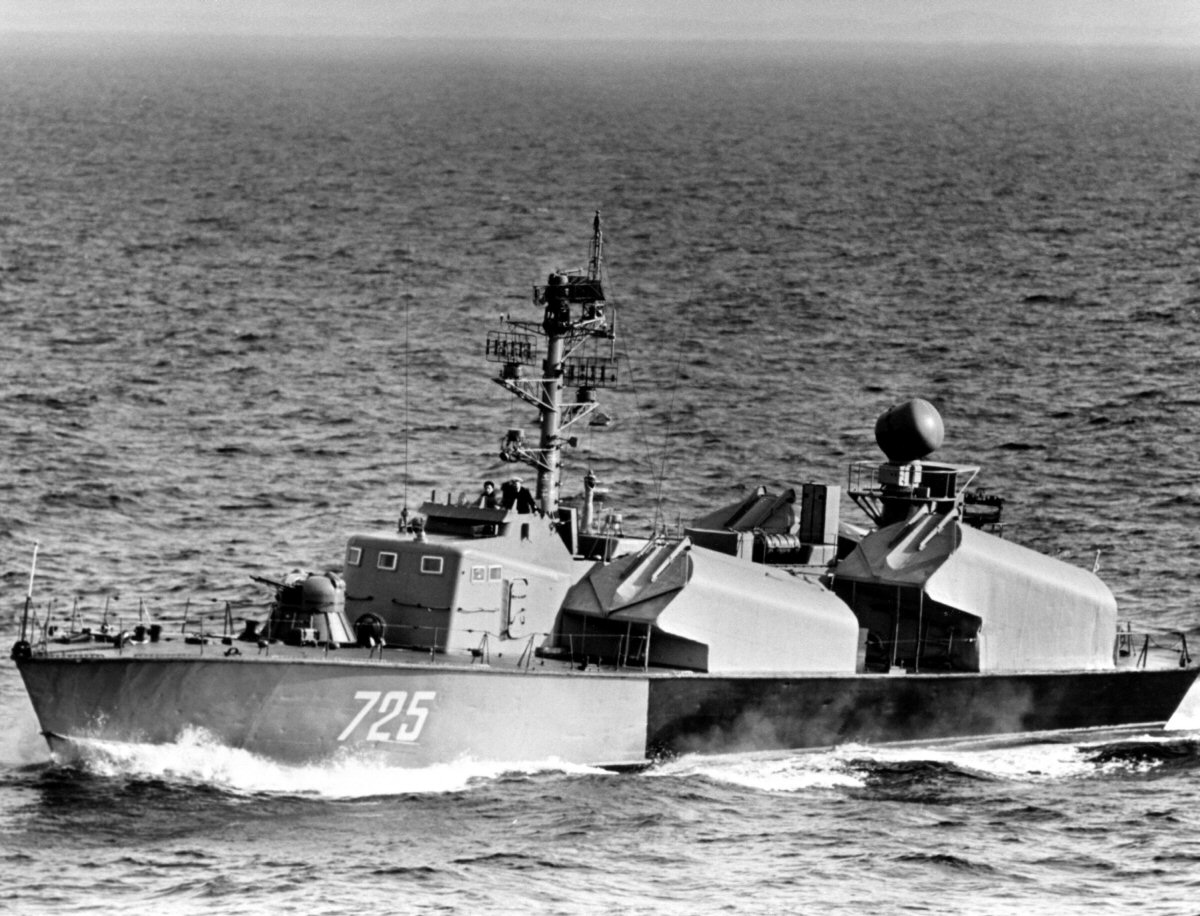
Schnellboot der Osa-Klasse

Im Indisch-Pakistanischen Krieg 1971 griff die indische Marine in der Nacht zum 5. Dezember 1971 Karatschi mit Raketenschnellbooten vom Typ Osa/ind. „Vidyut“ an („Operation Trident“). Die drei eingesetzten Booten versenkten zwei Zerstörer und einen Minensucher der pakistanische Marine. Auch die Hafen- und Lagereinrichtungen Karatschis wurden schwer beschädigt. Der erste schiffsgestützte Raketenangriff verlief für die indische Marine äußerst erfolgreich. Der 4. Dezember wird seitdem als Tag der indischen Marine gefeiert und verursachte auf der pakistanischen Seite erhebliche Unsicherheit.
Der erste indische Raketenangriff führte zu einer hohen Alarmbereitschaft der pakistanischen Streitkräfte und es gab etliche Fehlalarme an den folgenden Tagen. In den frühen Morgenstunden des 6. Dezember entdeckte eine als Aufklärungsmaschine eingesetzte Fokker Friendship der PIA ein weiteres indisches Raketenschnellboot vor der pakistanischen Küste westlich Kap Monze und meldete dies dem Einsatzkommando. Obwohl auch Marineangehörige an Bord der Friendship waren, erkannten sie die wahre Identität des gesichteten Schiffes nicht. Es handelte sich um das vor Anker liegende pakistanische Vermessungsschiff Zulfiqar, das wegen des ausgebrochenen Krieges nicht bei Nacht in Karatschi einlaufen wollte. Der Bericht über ein angebliches Raketenschnellboot vor der pakistanischen Küste wurde an die pakistanische Luftwaffe weitergegeben. Ein pakistanischer Marineoffizier soll dem folgenden Angriff auf dieses „Boot“ zugestimmt haben. Gegen 6.45 Uhr starteten F-86 Sabre der Luftwaffe und griffen das vermeintliche indische Raketenschnellboot an, das sie nicht als eigenes, viel größeres und vor Anker liegendes Vermessungsschiff Zulfiqar erkannten und mit etwa 900 Schuss ihrer schweren Maschinengewehre durchsiebten. An Bord der Zulfiqar starben etliche Offiziere und weitere Besatzungsmitglieder und sehr viele wurden verwundet, bevor die Angreifer erkannten, ein eigenes Schiff anzugreifen.
In der Folgezeit führte die offizielle Bewertung des Angriffs und die Behandlung der Opfer zu einem Streit zwischen den beiden pakistanischen Teilstreitkräften. Die durch den Angriff schwer beschädigte Zulfiqar wurde nicht wieder repariert, aber erst 1983 ausgesondert und abgebrochen.